# Луцкий детинец
Луцкий детинец — историческое ядро древнерусского Луческа, нынешнего Луцка.
Заложен на рубеже X и XI веков на возвышенном месте при слиянии Стыра с его маленьким притоком Глушцем. Название своё город, видимо, получил от крутой луки, которую здесь образует Стыр, охватывающий город с трёх сторон. Соотношение сторон детинца составляло 110×100 м. В 1069 году крепость выдержала продолжительную осаду со стороны польского войска князя Болеслава II Смелого. В XII веке Луцкий детинец был обновлён за счёт мощных деревянных стен, возведённых на насыпном валу. С напольной стороны детинец был также защищён рвом, выкопанным примерно в тот же период. С юго-запада к детинцу примыкал окольный город (360×170 м), который в последующую эпоху назывался Нижним замком, тогда как детинец был известен как Верхний замок.
В 1149 году Луцк выдержал шестинедельную осаду со стороны полков Юрия Долгорукого. Годом позже город не смог взять галицкий князь Владимир Володаревич, а в 1155 году такая же неудача ждала галицкого князя Ярослава Осмомысла. В 1175—1180 годах в детинце была построена каменная церковь Иоанна Богослова. В это время детинец формировался как княжеский двор — главная резиденция удельных луцких князей. Здесь проживала княжеская семья, различные чиновники. В 1240 году укрепления города сильно пострадали во время монгольского нашествия на Русь, а в 1261 году они, как и целый ряд других укреплений Западной Руси, были окончательно разрушены по приказу монгольского нойона Бурундая. В середине XIV века на месте древнерусского детинца литовский князь Любарт построил каменный замок, известный как замок Любарта.
На территории детинца археологами при раскопках были обнаружены древнерусские жилища X—XIII веков, предметы вооружения и др.